# Мокроносово (Костромська область)
Мокроносово (рос. Мокроносово) — присілок в Октябрському районі Костромської області Російської Федерації.
Населення становить 14 осіб. Входить до складу муніципального утворення Новинське сільське поселення.

## Історія
До 1945 та у 1963-1966 роках населений пункт належав до Вохомського району.
Від 2007 року входить до складу муніципального утворення Новинське сільське поселення.

## Населення
| 2008 | 2010 | 2014 |
| ---- | ---- | ---- |
| 15   | ↘0   | ↗14  |